# Ellsworth Bunker
Ellsworth Bunker (Yonkers, 11 maggio 1894 – Brattleboro, 27 settembre 1984) è stato un diplomatico e uomo d'affari statunitense, ambasciatore degli Stati Uniti in Italia dal 1952 al 1953.

## Biografia
Laureatosi all'Università di Yale nel 1916, fu membro del Consiglio di amministrazione, dal 1927 al 1948 e anche presidente fino al 1951, di una società per la raffinazione dello zucchero, la National Sugar Refining Company,  di cui il padre era stato uno dei fondatori.

### La sua attività diplomatica
Interrotta la sua attività di uomo d'affari, ebbe il suo primo incarico diplomatico con il presidente democratico Truman che, nel marzo 1951, lo nominò ambasciatore in Argentina. In quel periodo le relazioni tra gli Stati Uniti e lo stato sudamericano erano piuttosto difficili: il presidente argentino Peron, all'apice del potere, aveva da poco espropriato il quotidiano indipendente La Prensa.
L'incarico, di breve durata, terminò quando lo stesso Truman, il 13 marzo 1952 lo nominò ambasciatore in Italia. Bunker presentò le sue credenziali al presidente italiano Einaudi il successivo 7 maggio, succedendo a James Clement Dunn. Mantenne l'incarico fino al 3 aprile 1953, quando con l'elezione del nuovo presidente repubblicano Eisenhower fu sostituito da Clare Boothe Luce.
L'impegno diplomatico proseguì con altri importanti incarichi: ambasciatore in India dal 1957 al 1961 e contemporaneamente dal 1957 al 1959 in Nepal, dal 1964 al 1966 fu rappresentante statunitense presso l'Organizzazione degli Stati americani (OAS).
Dal 1966 al 1967 e poi ancora dal 1973 al 1978 fu nominato ambasciatore at Large, incarico diplomatico che a, differenza del tradizionale ruolo di ambasciatore in un singolo paese, affida al diplomatico la missione di rappresentare gli Stati Uniti in più Stati o in organizzazioni internazionali.

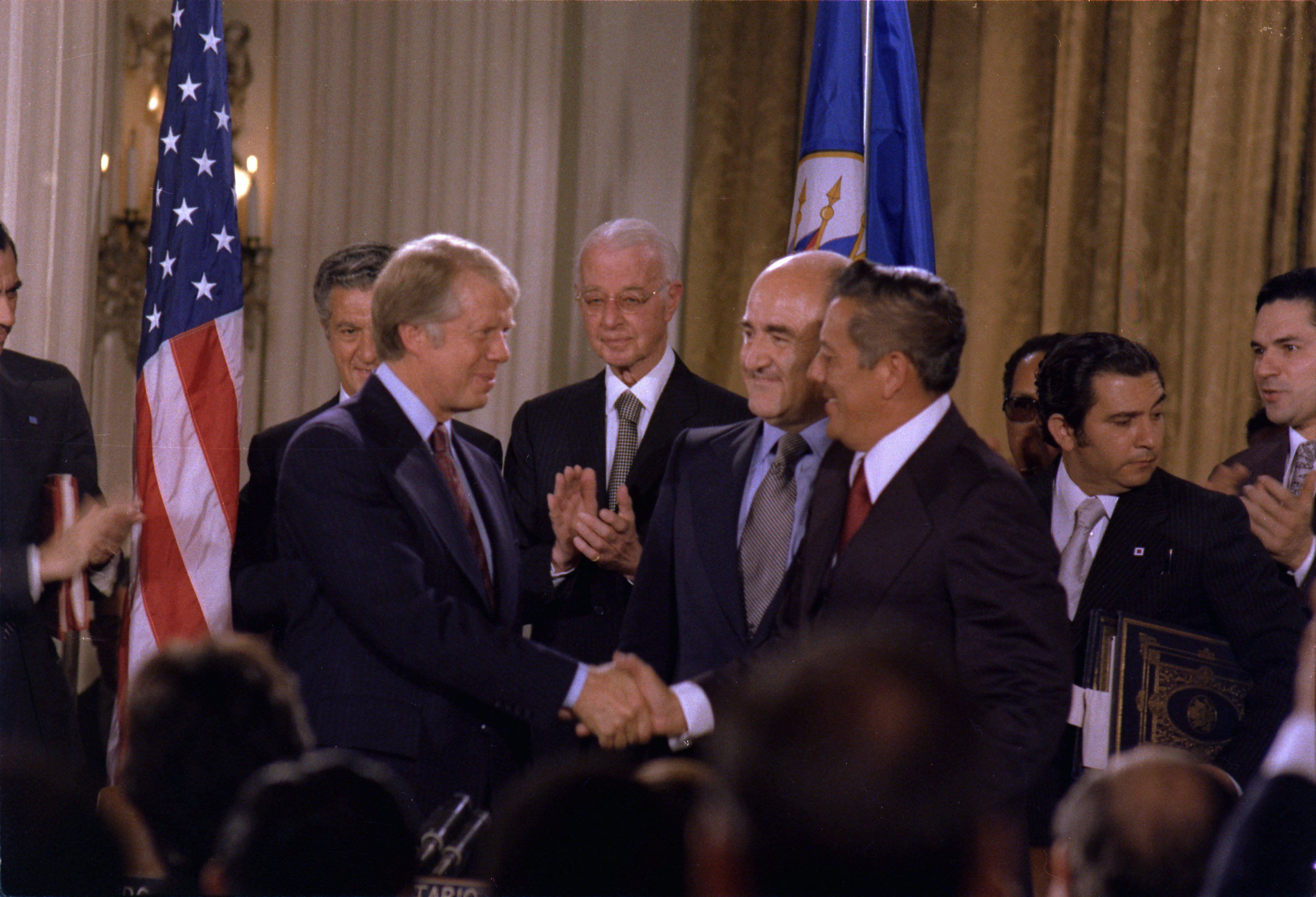
Bunker (in secondo piano, in atto di applaudire) assiste alla stretta di mano tra Carter e Torrijos, dopo la firma dei nuovi trattati per il canale di Panama (Washington, 1977)

Nel 1967 (durante la presidenza del democratico Johnson) divenne ambasciatore nel Vietnam del Sud, incarico che, confermato dall'amministrazione repubblicana di Nixon, si protrasse sino al maggio del 1973. Il lungo periodo del suo impegno coincise con alcune delle fasi più aspre del conflitto vietnamita: l'offensiva del Têt, l'estensione della guerra in Laos e Cambogia, l'offensiva di Pasqua. L'ambasciatore Bunker, nell'assolvimento del suo incarico, fu generalmente considerato un falco, ovvero favorevole a una politica di deciso impegno militare degli Stati Uniti, ma fu anche consapevole che l'opinione pubblica americana difficilmente avrebbe supportato a lungo un conflitto tanto sanguinoso.
Ancora ambasciatore, dopo il progressivo disimpegno delle forme armate statunitensi e l'avvio dei colloqui di pace a Parigi, il 27 gennaio 1973 furono firmati gli accordi che posero fine al sanguinoso conflitto.
Il suo lungo impegno diplomatico continuò ancora: nel 1974, ormai ottantenne, sotto la presidenza Carter, fu nominato capo negoziatore per trattare con il governo panamense un nuovo accordo sulla gestione del canale di Panama. La trattativa si concluse nel 1977 con la firma dei trattati Torrijos-Carter con i quali si garantiva al governo di Panama, a partire dall'anno 2000, il pieno controllo sull'omonimo canale.

### Riconoscimenti
Oltre all'onorificenza italiana di Cavaliere di Gran Croce conferitagli da Einaudi nel 1953, Bunker fu insignito per due volte, nel 1963 (presidenza Kennedy) e nel 1967 (presidenza Johnson), della Presidential Medal of Freedom (Medaglia presidenziale della libertà) che, insieme con la Medaglia d'oro del Congresso, rappresenta la massima decorazione degli Stati Uniti.

### La morte
Ricoverato il 13 settembre 1984 per un'infezione virale nell'ospedale di Brattleboro, cittadina nello Stato del Vermont, vi morì due settimane più tardi all'età di novant'anni. È sepolto nel vicino cimitero di Dummerston.